# Shall we travel??
『Shall we travel??』（シャル・ウィ・トラベル）は、日本のシンガーソングライター・ナオト・インティライミが2010年7月7日にユニバーサルシグマから発売した1枚目のオリジナルアルバムである。

## 内容
- ナオト・インティライミ名義では初となるフルアルバム。
- 通常盤と初回限定盤の二種リリース。初回限定盤にはDVD付き。

## 収録曲
| 全作曲: ナオト・インティライミ。 |                                                            |                                    |                        |                                                   |      |
| #                                | タイトル                                                   | 作詞                               | 作曲・編曲             | 編曲                                              | 時間 |
| 1.                               | 「テキナビート」                                           | ナオト・インティライミ             | ナオト・インティライミ | 大久保薫                                          | 2:44 |
| 2.                               | 「カーニバる? (Album ver.) 」                              | ナオト・インティライミ・常田真太郎 | ナオト・インティライミ | Yoshitaka"gakkey"Ishigaki・ナオト・インティライミ | 4:10 |
| 3.                               | 「HOT!HOT!」                                               | ナオト・インティライミ             | ナオト・インティライミ | 大久保薫                                          | 3:57 |
| 4.                               | 「タカラモノ 〜この声がなくなるまで〜」                    | ナオト・インティライミ             | ナオト・インティライミ | soundbreakers                                     | 4:24 |
| 5.                               | 「夏音」                                                   | ナオト・インティライミ             | ナオト・インティライミ | soundbreakers                                     | 5:13 |
| 6.                               | 「インディペンデントワールド」(英詞: ネルソン・バビンコイ) | ナオト・インティライミ             | ナオト・インティライミ | ナオト・インティライミ                            | 3:51 |
| 7.                               | 「Oh!My destiny」                                          | ナオト・インティライミ・常田真太郎 | ナオト・インティライミ | 大久保薫・ナオト・インティライミ                  | 2:46 |
| 8.                               | 「星の住人」                                               | ナオト・インティライミ             | ナオト・インティライミ | soundbreakers                                     | 3:25 |
| 9.                               | 「こっちへおいで」                                         | ナオト・インティライミ             | ナオト・インティライミ | 大久保薫・ナオト・インティライミ                  | 4:29 |
| 10.                              | 「WA WA WA」                                               | ナオト・インティライミ             | ナオト・インティライミ | 大久保薫・ナオト・インティライミ                  | 3:19 |
| 11.                              | 「キミライフ」                                             | ナオト・インティライミ・常田真太郎 | ナオト・インティライミ | soundbreakers                                     | 4:29 |
| 12.                              | 「Rising sun」                                             | ナオト・インティライミ             | ナオト・インティライミ | ミトカツユキ                                      | 4:06 |
| 合計時間:                        | 合計時間:                                                  | 合計時間:                          | 合計時間:              | 46:53                                             |      |

| #  | タイトル                                              | 作詞 | 作曲・編曲 |
| -- | ----------------------------------------------------- | ---- | ---------- |
| 1. | 「タカラモノ 〜この声がなくなるまで〜 (Music Video)」 |      |            |
| 2. | 「カーニバる?」                                       |      |            |
| 3. | 「カーニバる? (Offshot Movie)」                       |      |            |

## 演奏
テキナビート
- ナオト・インティライミ：ボーカル、コーラス、アコースティックギター
- 大久保薫：キーボード、プログラミング
- Can'no：コーラス

カーニバる?
- ナオト・インティライミ：ボーカル、コーラス、ガットギター
- 石垣美隆：プログラミング
- 大久保薫：キーボード、プログラミング
- 橘井健一：エレクトリックギター
- NARI：サックス
- RiddinKilla (RIDDM SAUNTER)：トランペット
- fussy (WACK WACK RHYTHM BAND)：トロンボーン
- 富村唯：パーカッション
- 竹本健一、Can'no、森の愉快な仲間たち：コーラス

HOT! HOT!
- ナオト・インティライミ：ボーカル、コーラス、アコースティックギター
- 大久保薫：キーボード、プログラミング
- 佐々木史郎：トランペット
- 河合わかば：トロンボーン
- 勝田一樹 (DIMENSION)：サックス

タカラモノ ～この声がなくなるまで～
- ナオト・インティライミ：ボーカル、コーラス、アコースティックギター
- soundbreakers：ピアノ、プログラミング、ストリングスアレンジ
- 四家卯大：チェロ、ストリングスアレンジ
- 沖祥子：バイオリン
- 竹本健一：コーラス

夏音
- ナオト・インティライミ：ボーカル、コーラス、アコースティックギター
- soundbreakers：ピアノ、プログラミング、ストリングスアレンジ
- 四家卯大：チェロ、ストリングスアレンジ
- 沖祥子、田島朗子、下川美帆：バイオリン

インディペンデント ワールド
- ナオト・インティライミ：ボーカル、ガットギター
- 富村唯：パーカッション

Oh! My destiny
- ナオト・インティライミ：ボーカル、コーラス、アコースティックギター
- 大久保薫：キーボード、プログラミング
- 彦坂亮：エレクトリックギター

星の住人
- ナオト・インティライミ：ボーカル、コーラス、アコースティックギター、エレクトリックギター
- soundbreakers：ピアノ、プログラミング
- 波田野哲也：ドラムス
- 鈴木渉：ベース

こっちへおいで
- ナオト・インティライミ：ボーカル、コーラス、アコースティックギター
- 大久保薫：キーボード、プログラミング
- 弦一徹、金子芳子、門脇大輔、カメルーン真希：バイオリン

WA WA WA
- ナオト・インティライミ：ボーカル、コーラス、ガットギター
- 種子田健：ベース
- 高山一也：エレクトリックギター
- 弦一徹、金子芳子、門脇大輔、カメルーン真希：バイオリン
- 佐々木史郎：トロンボーン
- 河合わかば：トロンボーン
- 勝田一樹：サックス
- 森の愉快な仲間たち：コーラス

キミライフ
- ナオト・インティライミ：ボーカル、コーラス、アコースティックギター
- soundbreakers：プログラミング、ストリングスアレンジ
- 井上龍：ピアノ
- 四家卯大：チェロ、ストリングスアレンジ
- 沖祥子、田島朗子、下川美帆：バイオリン

Rising sun
- ナオト・インティライミ：ボーカル、コーラス、アコースティックギター
- ミトカツユキ：キーボード、プログラミング、コーラス
- 鈴木渉：ベース
- 森の愉快な仲間たち：コーラス